# Нижнесмородинский сельсовет
Нижнесмородинский сельсовет — упразднённое в 2010 году муниципальное образование со статусом сельского поселения в Поныровском районе Курской области Российской Федерации.
Административный центр — село Нижнесмородино.

## История
Статус и границы сельсовета установлены Законом Курской области от 21 октября 2004 года № 48-ЗКО «О муниципальных образованиях Курской области».
Законом Курской области от 26 апреля 2010 года № 26-ЗКО, были преобразованы путём объединения, не влекущего изменения границ иных муниципальных образований, граничащие между собой муниципальные образования:
Верхне-Смородинский и Нижнесмородинский сельсоветы объединены в Смородинский сельсовет (с декабря 2010 года — Верхне-Смородинский сельсовет)..

## Состав сельского поселения
| № | Населённый пункт | Тип населённого пункта | Население |
| - | ---------------- | ---------------------- | --------- |
| 1 | Нижнесмородино   | село                   | ↘128      |
| 2 | Веселая Роща     | деревня                | 6         |
| 3 | Гнилое           | деревня                | 137       |
| 4 | Красавка         | деревня                | 41        |
| 5 | Матвеевка        | деревня                | 42        |
| 6 | Михайловка       | деревня                | 19        |
| 7 | Родниковая       | деревня                | 9         |
| 8 | Хаповка          | деревня                | 59        |